# 神部奈久
神部 奈久（みわべの なく、生没年不詳）は、『粟鹿大明神元記』に記された古墳時代の豪族。姓は直。

## 概要
粟鹿神社の祭主となり祭祀を行なった。
弟の神部小麻呂は祝となり田部の祖となったという。